# Pango
Pango (Παν語) — вільна бібліотека для високоякісного виведення тексту різними мовами. Підтримує три різних способи відображення шрифтів, завдяки чому працює в багатьох операційних системах. Поширюється на умовах GNU LGPL.

## Назва
Назву складено з двох слів: грецького παν ([пан] — все) і японського 語 ([го] — мова).

## Застосування
Найвідомішими програмами, що використовують Pango, є Mozilla Firefox і Mozilla Thunderbird. Крім того, Pango використовується для виведення тексту в бібліотеці GTK+, тому всі програми, що використовують GTK+ для побудови графічного інтерфейсу (зокрема, програми GNOME), також використовують Pango.